# Porto Moniz (freguesia)
Porto Moniz est une freguesia portugaise située dans la ville de homonyme, dans la région autonome de Madère.
Avec une superficie de 20,2 km2 et une population de 1 700 habitants (2001), la paroisse possède une densité de 84,2 hab/km2.